# 科特語
科特語（俄语：Коттский язык，是一種已經滅絕的葉尼塞語系語言，曾使用於中部西伯利亞的馬納河畔，約於1850年滅絕。科特語和凯特語非常相近，後者的分布位置在葉尼塞河更靠北的區域，且現在仍有使用者。阿桑語（Assan）是科特語的一種方言 。
1858年時，馬蒂亞斯·卡斯特倫出版了文法書與字典（Versuch einer jenissei-ostjakischen und kottischen Sprachlehre），其中包括了科特語和凯特語的語言材料。

## 外部鏈結
- Kott basic lexicon at the Global Lexicostatistical Database （页面存档备份，存于）